# Vuk Rupnik
Vuk Rupnik, slovenski častnik, * 27. julij 1912, Mostar, † 14. avgust 1975, Castelar, (mestna četrt Buenos Airesa), Argentina.
Vuk Rupnik, sin L. Rupnika, se je šolal na vojaški akademiji v Beogradu ter kot častnik služboval v planinskih enotah. Leta 1940 je postal komandir čete nastanjene v Gerovem (Gorski kotar) in napredoval v čin stotnika. Po kapitulaciji Jugoslavije je bil nekaj časa vojni ujetnik v Padovi leta 1942 pa je vstopil v MVAC ter postal komandant posebne enote v diviziji v Novem mestu. Po kapitulaciji fašistične Italije je združil enote MVAC na novomeškem območju ter jih po umiku Italijanov pri Kostanjevici na Krki predal nemški vojski. Rupnikove enote t. i. »Rupnikova skupina« so novembra 1943 postale 3. bataljon Slovenskega domobranstva. Bataljon je pod njegovim poveljstvom sodeloval v nemški ofenzivi na Dolenjskem (1943). Rupnik je 14. decembra 1943 postal poveljnik 3. bojne skupine in bil konec leta premeščen v Ljubljano, kjer je opravljal naloge častnika za zvezo med domobranskim štabom in nemškim Aufbaustabom. 5. julija 1944 je postal poveljnik 2. udarnega bataljona na Rakeku, ki je bil v bojih s partizanskimi enotami na Notranjskem in Dolenjskem precej uspešen. V začetku leta 1945 je bil povišan v majorja. Ob koncu vojne se je z bataljonom umaknil na Koroško in 11. maja, po uradni kapitulaciji, sodeloval pri uničenju partizanske zapore pri Borovljah. Nekaj časa je še ostal v Avstriji in se preživljal z delom na kmetijah po Tirolskem, nato pa se je preselil v Argentino, kjer je delal kot uradnik v tekstilni tovarni v Ciuadeli (Buenos Aires).